# الجيش الأسترالي خلال الحرب العالمية الأولى
الجيش الأسترالي كان أكبر قوة في العسكرية الأسترالية خلال الحرب العالمية الأولى. وكانت القوات الملكية الأسترالية الأولى (إيه أي إف) قوة الحملات الحربية الرئيسية للجيش وتشكلت منذ 15 أغسطس عام 1914 بقوة أولية من 20000 جندي، بعد إعلان بريطانيا الحرب على ألمانيا. في هذه الأثناء، رست قوة الحملات العسكرية والبحرية الأسترالية المنفصلة المكونة من 2000 رجل على عجل بالقرب من رابول في غينيا الجديدة الألمانية في 11 سبتمبر عام 1914، وجعلت الحامية الألمانية تستسلم بعد عشرة أيام؛ وبقيت لاحقًا كقوات احتلال طيلة فترة الحرب. بالإضافة إلى ذلك، جرى الاحتفاظ بقوات عسكرية صغيرة تتألف من القوات الدائمة قبل الحرب وقوات المواطنين بدوام جزئي في أستراليا للدفاع عن البلاد من الهجوم.
تألفت القوات الملكية الأسترالية في البداية من فرقة مشاة ولواء واحد من الخيول الخفيفة. غادرت الوحدة الأولى أستراليا على متن سفينة إلى مصر في 1 نوفمبر عام 1914، حيث شكلت جزءًا من فيلق الجيش الأسترالي والنيوزيلندي (ANZAC). قاتلت فرقة المشاة خلال حملة جاليبولي بين أبريل وديسمبر عام 1915، معززة بفرقة ثانية تشكلت فيما بعد، بالإضافة إلى ثلاثة ألوية خيول خفيفة. بعد أن أخذت إلى مصر، توسعت القوات الملكية الأسترالية إلى خمسة فرق مشاة، وذلك لتشكيل جزء من فيلق الجيش الأسترالي والنيوزيلندي الأول والثاني، والتي كانت ملتزمة بالقتال في فرنسا وبلجيكا على طول الجبهة الغربية في مارس عام 1916. وفي الوقت نفسه، بقيت فرقتان مركبتان في الشرق الأوسط لمحاربة القوات التركية في حملة سيناء وفلسطين.
غالبًا ما استخدمت فرق القوات الملكية الأسترالية في فرنسا وبلجيكا لقيادة العمليات، التي انضمت لاحقًا إلى الفيلق الأسترالي في عام 1917، ولعبت دورًا مهمًا في هزيمة الجيش الألماني في عام 1918. وبحلول نهاية الحرب، اكتسبت القوات الملكية الأسترالية سمعة باعتبارها قوة عسكرية فعالة للغاية. بعد الهدنة في 11 نوفمبر عام 1918، بدأت عملية التسريح، مع عودة آخر الأفراد الأستراليين إلى أوطانهم في أواخر عام 1919. إجمالاً، جُند 416809 أستراليًا أثناء الحرب و334 ألفًا خدموا في الخارج. تكبدت القوات الملكية الأسترالية ما يقرب من 210000 ضحية، من بينهم 61519 قتلوا أو ماتوا متأثرين بجراحهم، وهو يعد من أعلى معدلات الإصابة في الحرب.

## الخلفية

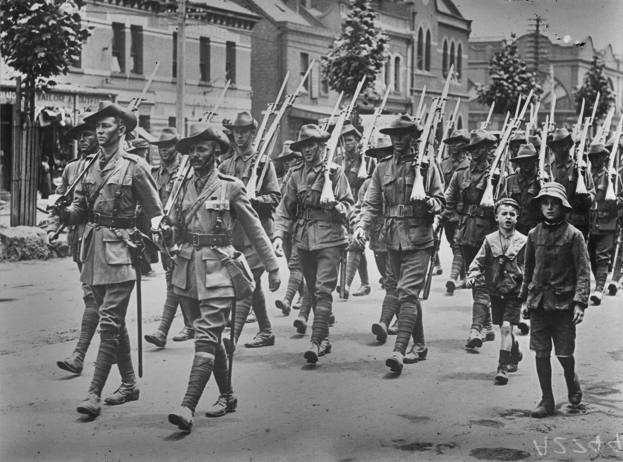
قوات من السرية "أ" من الكتيبة الأسترالية الخامسة عشرة تسير عبر ملبورن في 17 ديسمبر 1914

تأسس كومنولث أستراليا في 1 يناير عام 1901. وفي 1 مارس، نُقل 29010 جنود استعماريين إلى الجيش الأسترالي الجديد، وكانوا 1544 جنديًا محترفًا و16105 من ميليشيا مدفوعة الأجر و11361 متطوعًا دون أجر. ومع ذلك، استمرت إدارة الوحدات بموجب القوانين الاستعمارية المختلفة. وعُين اللواء السير إدوارد هوتون، القائد السابق للقوات العسكرية لنيو ساوث ويلز، كأول قائد لقوات الكومنولث، وتولى القيادة في أوائل عام 1902 مع تشكيل مقر قيادة الجيش لاحقًا في ثكنات فيكتوريا في ملبورن. وضع قانون الدفاع لعام 1903 جميع وحدات الدولة تحت تشريع واحد؛ والأهم من ذلك، فقد منع تشكيل وحدات المشاة الدائمة، ولم يسمح إلا بإنشاء طاقم إداري وتعليمي دائم للمقر الرئيسي، ومدفعية الحامية، ومهندسي الحصون، ومهندسي الألغام في الغواصات، والوحدات الخدمية والطبية والذخيرة. وقد نص القانون على أنه لا يمكن الحفاظ على القوة إلا بالتجنيد الطوعي وأنه لا يمكن أن تخدم القوات خارج أستراليا. وذلك أبرز تفوق قوات المواطنين، ما يضمن أن يتكون الجيش الأسترالي بشكل أساسي من مليشيات بدوام جزئي وقوات متطوعين، والتي تدعمها قوة دائمة صغيرة تقتصر على تعبئة الموظفين والتدريب وأدوار الحامية. وضمن هذا ألا ترسل أي قوة إلى خارج أستراليا إلا إن كانت تطوعية.
على الرغم من عمليات إعادة التنظيم الكبيرة لجيش ما بعد الاتحاد في عامي 1903 و1906، فقد كان يُنظر إلى القوة الداخلية بشكل متزايد على أنها غير فعالة وغير كافية، وتعاني من مشاكل مؤسسية متصورة فيما يتعلق بالهيكل والقيادة والإدارة، فضلاً عن نقص الموارد المالية المحدودة. من المعدات الحديثة، والتدريب السيئ. وأدى ذلك بالحكومة إلى اتخاذ قرار بتبني نظام عسكري جديد تمامًا. في عام 1911، حدث تغييران هامان بعد تقرير للورد كتشنر بعد تفتيشه للقوات المحلية في عام 1909. وأنشأت الكلية العسكرية الملكية دونترون لتدريب ضباط الأركان، وبدأ نظام الخدمة الوطنية الشاملة مع الصبية الذين تتراوح أعمارهم بين 12 و18 عامًا ليصبحوا طلابًا، والرجال الذين تتراوح أعمارهم بين 18 و26 عامًا ليخدموا في قوات المواطنين. كانت هذه الإصلاحات جزءًا من عملية تكوين ميليشيا مدنية كبيرة للدفاع عن البلاد ضد أي هجوم من اليابان. استندت هذه القوة إلى التجنيد الإجباري، وكان من المفترض أن تكتمل في عام 1920. تجاوزت الموارد المخصصة لهذه الخطة بشكل كبير تلك المخصصة لاستعدادات تأسيس قوة الحملات العسكرية للخدمة خارج أستراليا. إجمالاً، كان من المقرر تأسيس قوة في زمن السلم قوامها نحو 80000 مواطن، مع وجود 135000 مقاتل في زمن الحرب، وتشمل 84 كتيبة مشاة (زادت لاحقًا إلى 92)، و28 فوجًا من الخيول الخفيفة (زادت لاحقًا إلى 31)، و49 بطارية مدفعية ميدانية وسبع بطاريات هاوتزر (إجمالي 224 مدفعية)، و14 سرية هندسة ميدانية، وسبع سرايا اتصالات، وقوات دعم مختلفة. 
كان من المقرر تنظيم هذه القوة في ألوية، مع عدم وجود مقر قيادة من الفرق، على الرغم من أنهم تصوروا إمكانية تشكيل ما يصل إلى ستة فرق إذا لزم الأمر. كان من المخطط أن يجري تنظيم المشاة في 21 لواء (لاحقًا 23) من أربع كتائب لكل منها، في حين أن الخيول الخفيفة ستشكل في البداية سبعة ألوية (فيما بعد ثمانية). وتنظم المدفعية الميدانية في 14 لواء، في حين تربط ثماني بطاريات مدفعية ميدانية بألوية الخيول الخفيفة، ولن يجري تجميع مدافع الهاوتزر. وتعمل قوة صغيرة دائمة قوامها 3200 رجل للدعم. وقد استلزم المخطط الجديد أيضًا إعادة تنظيم المناطق العسكرية، حيث استندت المنطقة العسكرية الأولى إلى كوينزلاند، والثانية في نيو ساوث ويلز، والثالثة في فيكتوريا، والرابعة في جنوب أستراليا، والخامسة في غرب أستراليا، والسادسة في تاسمانيا. لم تخصص قوات للإقليم الشمالي وغينيا الجديدة في البداية، ولكنهما دمجا لاحقًا في المنطقة العسكرية الأولى.
كما اتخذت خطوات لتوسيع شبكة ما قبل الاتحاد للدفاعات الساحلية لتوفير الحماية ضد الغارات من السفن الحربية اليابانية أو الألمانية قبل الحرب العالمية الأولى. وفي عام 1912، كانت هذه الدفاعات مدارة من قبل 14 فرقة من مدفعية الحامية الأسترالية، وكان في كل منها أكثر من 100 رجل. في غضون ذلك، في سبتمبر عام 1912، وافقت الحكومة رسميًا على تشكيل سلاح جوي عسكري أسترالي. وبذلك أصبحت أستراليا أول دولة دومينيون وواحدة من الدول القليلة خارج أوروبا التي تبدأ بتطوير مثل هذه القدرة، حتى لو كانت متواضعة في البداية. ثم تأسست مدرسة الطيران المركزية في بوينت كوك، فيكتوريا في عام 1913. لم يبدأ تدريب الطيران على الفور، ولم تُقبل الدفعة الأولى من الطيارين حتى عام 1914. وكانت الرحلة رقم 1 لسلاح الطيران الأسترالي في المنطقة العسكرية الثالثة في 14 يوليو عام 1914.
بعد إعلان بريطانيا الحرب على الإمبراطورية الألمانية في 4 أغسطس عام 1914 اندلعت الحرب العالمية الأولى، شاركت أستراليا والأعضاء الآخرون في الإمبراطورية البريطانية تلقائيًا، إذ صرح رئيس الوزراء جوزيف كوك في 5 أغسطس بأن «الإمبراطورية في حالة حرب، وكذلك أستراليا أيضًا». في غضون أيام، أكمل العميد ويليام بريدغز وضابط أركانه الرائد برودينيل وايت خططًا لإنشاء القوة الملكية الأسترالية. اقترح وايت قوة حملات قوامها 18000 رجل، من بينهم 12000 أسترالي و6000 نيوزيلندي. وافق كوك لاحقًا على الاقتراح، على الرغم من أنه زاد الاقتراح إلى 20000 رجل للخدمة في أي وجهة تريدها الحكومة البريطانية. في 6 أغسطس عام 1914، أبرقت لندن بقبولها للقوة وطلبت إرسالها في أقرب وقت ممكن. افتُتحت مكاتب التجنيد في 10 أغسطس وبحلول نهاية عام 1914، جرى قبول 52,561 متطوعًا، على الرغم من إرشادات اللياقة البدنية الصارمة. في هذه الأثناء، بعد طلب بريطاني إضافي للمساعدة في 6 أغسطس عام 1914، أعدت الحكومة الأسترالية على عجل قوة حملات أخرى، تُعرف باسم القوة الحملات البحرية والعسكرية الأسترالية (AN & MEF)، لتدمير المحطات اللاسلكية الألمانية في ياب في أرخبيل كارولين، وناورو، ورابول في بريطانيا الجديدة.